# Émile Bouchard-trófea
Az Émile Bouchard-trófea egy díj a QMJHL-ben (mely egy junior jégkorongliga Kanadában), melyet az év védőjének ítélnek oda a szezon végén. A trófeát a Montréal Canadiens legendás védőjéről Émile Bouchardról nevezték el.

## A díjazottak
| Szezon    | Játékos                 | Csapat                   |
| --------- | ----------------------- | ------------------------ |
| 2013–2014 | Guillaume Gélinas       | Val-d'Or Foreurs         |
| 2012–2013 | Kevin Gagne             | Rimouski Océanic         |
| 2011–2012 | Jerome Gauthier-Leduc   | Rimouski Océanic         |
| 2010–2011 | Simon Després           | Saint John Sea Dogs      |
| 2009–2010 | David Savard            | Moncton Wildcats         |
| 2008–2009 | Dmitrij Kuljikov        | Drummondville Voltigeurs |
| 2007–2008 | Marc-André Bourdon      | Rouyn-Noranda Huskies    |
| 2006–2007 | Kris Letang             | Val-d'Or Foreurs         |
| 2005–2006 | Keith Yandle            | Moncton Wildcats         |
| 2004–2005 | Mario Scalzo            | Rimouski / Victoriaville |
| 2003–2004 | Doug O'Brien            | Gatineau Olympiques      |
| 2002–2003 | Maxime Fortunus         | Baie-Comeau Drakkar      |
| 2001–2002 | Danny Groulx            | Victoriaville Tigres     |
| 2000–2001 | Marc-André Bergeron     | Shawinigan Cataractes    |
| 1999–2000 | Michel Périard          | Rimouski Océanic         |
| 1998–1999 | Jiří Fischer            | Hull Olympiques          |
| 1997–1998 | Derrick Walser          | Rimouski Océanic         |
| 1996–1997 | Stéphane Robidas        | Shawinigan Cataractes    |
| 1995–1996 | Denis Gauthier          | Drummondville Voltigeurs |
| 1994–1995 | Stephane Julien         | Sherbrooke Faucons       |
| 1993–1994 | Steve Gosselin          | Chicoutimi Saguenéens    |
| 1992–1993 | Benoit Larose           | Laval Titan              |
| 1991–1992 | François Groleau        | Shawinigan Cataractes    |
| 1990–1991 | Patrice Brisebois       | Drummondville Voltigeurs |
| 1989–1990 | Claude Barthe           | Victoriaville Tigres     |
| 1988–1989 | Yves Racine             | Victoriaville Tigres     |
| 1987–1988 | Éric Desjardins         | Granby Bisons            |
| 1986–1987 | Jean-Marc Richard       | Chicoutimi Saguenéens    |
| 1985–1986 | Sylvain Côté            | Hull Olympiques          |
| 1984–1985 | Yves Beaudoin           | Shawinigan Cataractes    |
| 1983–1984 | Billy Campbell          | Verdun Juniors           |
| 1982–1983 | Jean-Jacques Daigneault | Longueuil Chevaliers     |
| 1981–1982 | Paul Boutilier          | Sherbrooke Castors       |
| 1980–1981 | Fred Boimistruck        | Cornwall Royals          |
| 1979–1980 | Gaston Therrien         | Québec Remparts          |
| 1978–1979 | Ray Bourque             | Verdun Éperviers         |
| 1977–1978 | Mark Hardy              | Montréal Juniors         |
| 1976–1977 | Robert Picard           | Montréal Juniors         |
| 1975–1976 | Jean Gagnon             | Québec Remparts          |